# Geto Boys
Geto Boys är en gangsta rap-grupp från Houston, Texas, bildad 1986. De har gjort sig (ö)kända för sina utstuderade texter om våld. 
Geto Boys mest kända låtar torde vara "Mind of a Lunatic", "Assassins", "My Mind's Playing Tricks on Me" samt "Size Ain't Shit". 1999 kom filmen Office Space ut, och Geto Boys-låtarna "Damn It Feels Good to Be a Gangsta" och "Still" ifrån soundtracket blev kända.
Medlemmarna i den klassiska sättningen var Scarface, Willie D och Bushwick Bill. Alla medlemmar har haft solokarriärer. De kom 2005 ut med sin första gemensamma platta på nästan tio år - Foundation.

## Diskografi
- 1988 – Making Trouble
- 1990 – Grip It! On That Other Level
- 1990 – The Geto Boys
- 1991 – We Can't Be Stopped
- 1993 – Till Death Do Us Part
- 1996 – The Resurrection
- 1998 – Da Good da Bad & da Ugly
- 2005 – The Foundation